# Eikenhakhout

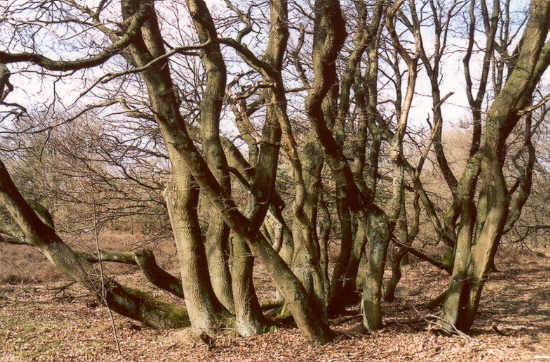
Lang niet geoogst eikenhakhout op de Veluwe

Eikenhakhout is laag eikenbos, waarvan de stammetjes regelmatig, eens in de 10 tot 15 jaar, laag bij de grond worden afgezaagd of -gekapt.
Eikenhakhout wordt vooral om landschappelijke en cultuurhistorische redenen in stand gehouden. Ook is het voor bepaalde plant- en diersoorten een aantrekkelijke leefomgeving.

## Achtergrond
Er bestaan verschillende manieren om bos te beheren. Een vorm van bosbeheer is het hakhoutbeheer. Dit werd in het verleden veel toegepast in eikenbossen. Deze vorm van bosbeheer resulteerde in het eikenhakhout zoals we dat nu in verschillende regio’s in Nederland en daarbuiten kennen. Eikenhakhout wordt vaak op zandgronden in de buurt van nederzettingen aangetroffen. Het kwam van oudsher ook veel voor als akkermaalshout op houtwallen die als scheiding tussen landbouwpercelen dienstdoen en op plaatsen waar ondiep liggende klei of leem ander gebruik van de grond bemoeilijkte.

## Gebruik
Vanaf de late middeleeuwen was het eikenhakhout meestal gemeenschappelijk eigendom en mocht het door de gerechtigden worden gebruikt voor de houtwinning. In de 19e eeuw was eikenhakhout zo geliefd dat men percelen met eiken beplantte om er hakhout te telen. Het eikenhakhoutbos leverde hout voor vele doeleinden, bijvoorbeeld als brandhout en gebruikshout, het zogenoemde geriefhout, op de boerderij. Vaak was daar een speciaal bosje voor bestemd, het geriefbos.

### Eek
De schors of eek van eikenhout was waardevol omdat het looizuur bevat waarmee dierenhuiden tot leer kunnen worden gelooid. Eeuwenlang was het eikenhakhout daardoor in trek bij eekschillers. Deze mensen, die vaak uit Gelderland afkomstig waren en daarom Geldersen werden genoemd, trokken naar de eikenhakhoutgebieden, en oogstten de eikenstammetjes. De stammetjes werden op maat gezaagd en van de bast ontdaan. De schors werd in schorsmolens vermalen. Men won er run uit, een natuurlijke looistof die in de leerlooierijen in onder meer Noord-Brabant werd gebruikt. De overgebleven stammetjes dienden als gebruikshout. Met de import van buitenlandse natuurlijke looistoffen en toepassing van chemische stoffen werd de run overbodig en verdween de eekschillerij. Het areaal eikenhakhout is sindsdien afgenomen.